# Haapakylä

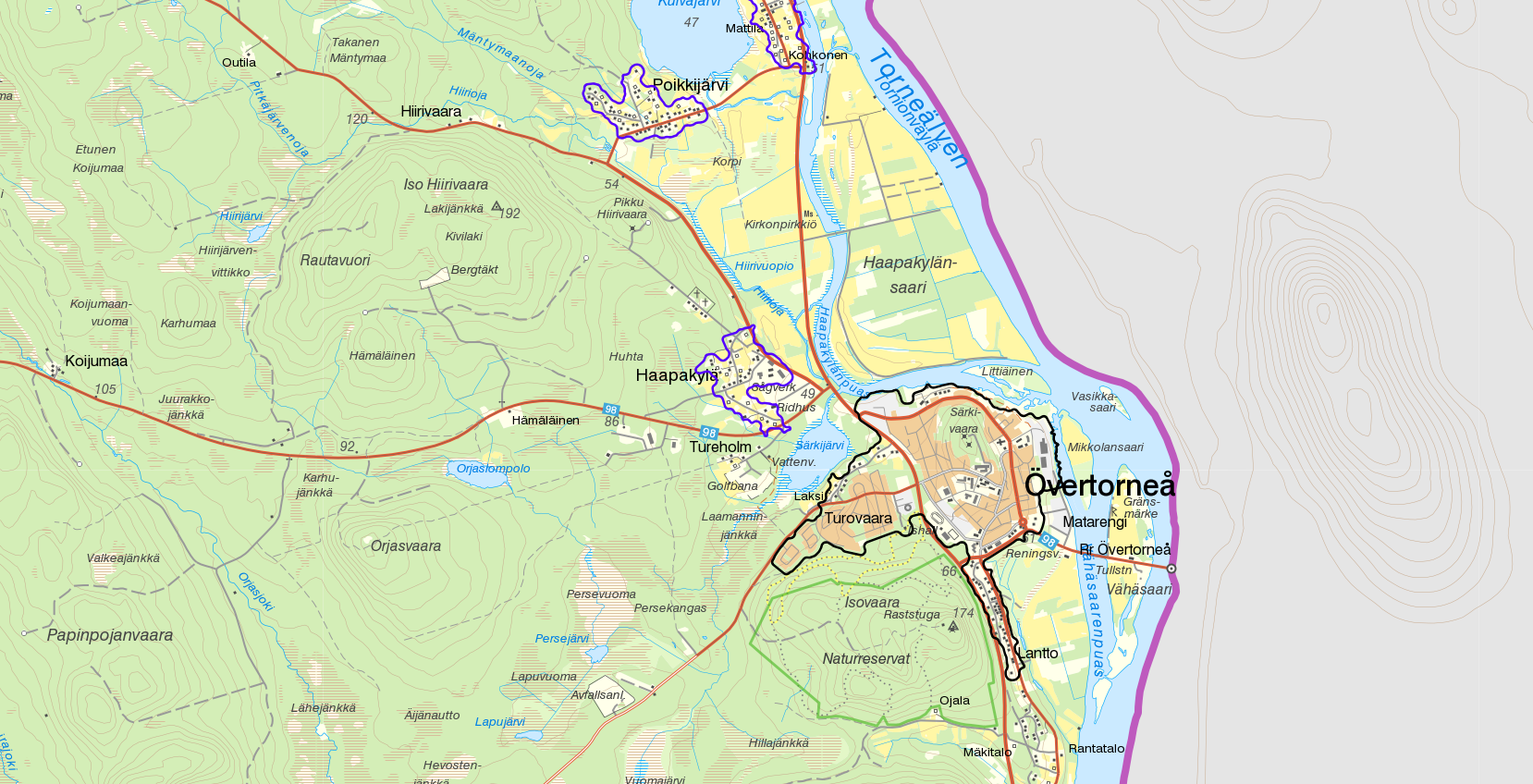
Småorten Haapakylä med gränserna från Statistiska centralbyråns småortsavgränsning 2015 i lila. På kartan syns även småorten Poikkijärvi och del av småorten Nedre Kuivakangas. I svart syns gränserna för tätorten Övertorneå från 2015. Bakgrundskarta från Lantmäteriet, skala 1:30 236.

Haapakylä är en by och småort i Övertorneå distrikt (Övertorneå socken) i Övertorneå kommun i Norrbottens län. 2010 uppgick folkmängden till 70. Orten ligger nästan i direkt kontakt med centralorten Övertorneå men de är åtskilda genom sjön Särkijärvi och dess till- och frånflöde.

## Namnet
Haapakylä kommer av finskans haapa ’asp’ och kylä ’by’.

## Historia
Haapakylä ligger i Övertorneå socken. I samband med kommunreformen 1863 bildades Övertorneå landskommun, som Haapakylä tillhörde fram till 1 januari 1971, då landskommunen ombildades till Övertorneå kommun.

### Befolkningsutveckling
| Befolkningsutvecklingen i Haapakylä 1990–2015                                                                         | Befolkningsutvecklingen i Haapakylä 1990–2015 | Befolkningsutvecklingen i Haapakylä 1990–2015 | Befolkningsutvecklingen i Haapakylä 1990–2015 | Befolkningsutvecklingen i Haapakylä 1990–2015 |
| --- | --------------------------------------------- | --------------------------------------------- | --------------------------------------------- | --------------------------------------------- |
| |                                               |                                               |                                               |                                               |
| År |                                               |                                               | Folkmängd                                     | Areal (ha)                                    |
| 1990 | 1990                                          |                                               | 44                                            | 16##                                          |
| 1995 | 1995                                          |                                               | 54                                            | 16#                                           |
| 2000 | 2000                                          |                                               | 60                                            | 16#                                           |
| 2005 | 2005                                          |                                               | 70                                            | 36#                                           |
| 2010 | 2010                                          |                                               | 70                                            | 36#                                           |
| 2015 | 2015                                          |                                               | 68                                            | 36#                                           |
| Anm.: Ny småort 1995. # Som småort. ## Befolkningen 31 december 1990 inom det område som avgränsades som småort 1995. |                                               |                                               |                                               |                                               |

Vid folkräkningen den 31 december 1890 bodde det 242 personer i Haapakylä.